# Call of Duty (datorspelsserie)
Call of Duty, ofta förkortat CoD, är en datorspelsserie av förstapersonsskjutare, utvecklade av Infinity Ward, Treyarch och Sledgehammer Games och utgivna av Activision. Det första spelet i serien släpptes till PC 2003 och serien har sedan dess expanderat till konsoler. Många spinoff-spel har också släppts. De flesta spelen utspelar sig under historiska perioder, såsom andra världskriget och kalla kriget, medan den så kallade Modern Warfare-serien utspelar sig i modern tid och Black ops 3 och Infinite Warfare utspelar sig i framtiden.
27 november 2009 hade Call of Duty-serien sålts i över 55 miljoner exemplar för totalt 3 miljarder dollar. Sedan det första spelet i serien släpptes har Call of Duty tack vare sin kommersiella framgång blivit en av de mest framträdande actionspelserierna någonsin.

## Huvudserien
Spelen följs inom kronologisk ordning.
| Titel                            | Året spelet utgavs | Utspelas år        | Plattform                                                      | Utvecklare |
| -------------------------------- | ------------------ | ------------------ | -------------------------------------------------------------- | --- |
| Call of Duty                     | 2003               | 1942–1945          | PC, Playstation Network, Xbox Live Arcade, mobil               | Infinity Ward |
| Call of Duty 2                   | 2005               | 1941–1945          | PC, Xbox 360, mobil                                            | Infinity Ward |
| Call of Duty 3                   | 2006               | 1944               | PlayStation 2, Playstation 3, Wii, Xbox, Xbox 360              | Treyarch |
| Call of Duty 4: Modern Warfare   | 2007               | 1996, 2011         | PC, Playstation 3, Xbox 360, Wii, Nintendo DS                  | Infinity Ward |
| Call of Duty: World at War       | 2008               | 1942–1945          | PC, Playstation 3, Xbox 360, Wii, Nintendo DS                  | Treyarch |
| Call of Duty: Modern Warfare 2   | 2009               | 2016               | PC, Playstation 3, Xbox 360, Nintendo DS                       | Infinity Ward |
| Call of Duty: Black Ops          | 2010               | 1961–1968          | PC, Playstation 3, Xbox 360, Wii, Nintendo DS                  | Treyarch |
| Call of Duty: Modern Warfare 3   | 2011               | 2016-2017          | PC, Playstation 3, Xbox 360, Wii, Nintendo DS                  | Infinity Ward, Sledgehammer Games, Raven Software |
| Call of Duty: Black Ops II       | 2012               | 1986–1989 2025     | PC, Playstation 3, Xbox 360, Wii U, Playstation Vita           | Treyarch |
| Call of Duty: Ghosts             | 2013               | 2014–2016, 2026    | PC, Playstation 3, Playstation 4, Xbox 360, Xbox One, Wii U    | Infinity Ward |
| Call of Duty: Advanced Warfare   | 2014               | 2054               | PC, Playstation 3, Playstation 4, Xbox 360, Xbox One           | Sledgehammer Games |
| Call of Duty: Black Ops III      | 2015               | 2060               | PC, Playstation 3, Playstation 4, Xbox 360, Xbox One           | Treyarch |
| Call of Duty: Infinite Warfare   | 2016               | 2080               | PC, Playstation 4, Xbox One                                    | Infinity Ward |
| Call of Duty: WWII               | 2017               | 1944-1945          | PC, Playstation 4, Xbox One                                    | Sledgehammer Games |
| Call of Duty: Black Ops 4        | 2018               | Okänt              | PC, Playstation 4, Xbox One                                    | Treyarch |
| Call of Duty: Modern Warfare     | 2019               | 2019               | PC, Playstation 4, Xbox One                                    | Infinity Ward |
| Call of Duty: Black Ops Cold War | 2020               | 1980-talet         | Playstation 4, Playstation 5, Xbox One, Xbox Series X, Windows | Treyarch, Raven Software |
| Call of Duty: Vanguard           | 2021               | Andra världskriget | Playstation 4, Playstation 5, Xbox One, Xbox Series X, Windows | Sledgehammer Games, Treyarch, Beenox, Demonware, High Moon Studios, Activision Shanghai Studio, Toys for Bob                                                                                |
| Call of Duty: Modern Warfare II  | 2022               | 2022               | Playstation 4, Playstation 5, Xbox One, Xbox Series X, Windows | Infinity Ward, Treyarch, Sledgehammer Games, Raven Software, Toys for Bob, Beenox, Demonware, High Moon Studios, Digital Legends Entertainment, Solid State Studios och Activision Shanghai |
| Call of Duty: Modern Warfare III | 2023               | ?                  | Playstation 4, Playstation 5, Xbox One, Xbox Series X, Windows | Sledgehammer Games |
| Call of Duty: Black Ops 6        | 2024               | 1991               | Playstation 4, Playstation 5, Xbox One, Xbox Series X, Windows | Treyarch, Raven Software |
| Call of Duty: Black Ops 7        | 2025               | 2035               | Playstation 4, Playstation 5, Xbox One, Xbox Series X, Windows | Treyarch, Raven Software |

## Teman
De tre första spelen i serien (Call of Duty, Call of Duty 2 och Call of Duty 3) utspelar sig under andra världskriget och är baserade på en del historiska fakta, bland annat från slaget vid Normandie och slaget vid Stalingrad. De största striderna från kriget har återskapats och leder spelaren till en rad olika scenarion i Europa och Nordafrika. Dessa har delats upp i olika singleplayerkampanjer, som i det första och andra spelet består av en brittisk, en amerikansk och en sovjetisk kampanj, och i det tredje spelet av en brittisk/fransk, en amerikansk, en polsk och en kanadensisk. Call of Duty: Black Ops, det sjunde spelet i serien, har ett singleplayerläge som utspelar sig under Kalla kriget, och som fungerar som en uppföljare till Call of Duty: World at War genom att vissa kända karaktärer från spelet, som bland andra Dimitri Petrenko och Viktor Reznov, återkommer. Den sistnämnda har en betydande roll i spelet då han är en av huvudpersonerna. 
En annan speciell del av serien kallas för Modern Warfare, och består av tre spel som utspelar sig i modern tid. Den första delen i Modern Warfare-serien är den fjärde titeln i huvudserien: Call of Duty 4: Modern Warfare, som utspelar sig i östra Europa och Mellanöstern där spelaren tar rollen som olika medlemmar inom den brittiska specialstyrkan SAS och den amerikanska marinkåren. I dessa scenarion möter spelaren ryska terroristgrupper, vilka leds av en rysk ultranationalist vid namn Imran Zakhaev. Call of Duty: Modern Warfare 2 återvänder till händelseförloppet i sin föregångare, fast 5 år senare. Följande scenarion utspelar sig i flera delar av världen, där man följer med de före detta medlemmarna av det brittiska Special Air Service, kända som "Task Force 141", som jagar efter Zakhaevs efterträdare, Vladimir Makarov, som inleder ett skräckvälde mot Västvärlden genom att iscensätta ett flertal terroristattacker. Call of Duty: Modern Warfare 3 är den direkta uppföljaren till Modern Warfare 2, och som handlar om Task Force 141:s fortsatta kamp mot Vladimir Makarov, som nu upphettar terrorattackerna i västvärlden till ett fullskaligt världskrig.

## Tidslinjer

### Andra världskriget

#### Call of Duty
Call of Duty är en förstapersonsskjutare baserad på Quake III Arena-motorn (id Tech 3), och släpptes 29 oktober 2003. Call of Duty utspelar sig i andra världskriget där historiska konsekvenser har inträffat och man spelar också ett par uppdrag bakom fiendens linjer. Det är tre kampanjer: en brittisk, en amerikansk och en rysk. När spelet släpptes fanns det bara på PC det har senare återutgetts till konsoler. Spelet utvecklades av Infinity Ward och utgavs av Activision. Detta blev Infinity Wards första succé och har vunnit flera olika Game of the Year-titlar och en rad andra priser. Några dagar efter att spelet hade släppts blev Infinity Ward helt uppköpta av Activision, som sedan dess har gett ut alla spel i Call of Duty-serien.

#### Call of Duty 2
Call of Duty 2 är uppföljaren till det kritikerrosade Call of Duty och precis som föregångaren utvecklades det av Infinity Ward. Spelet är lik föregångaren men med uppgraderad grafik, ljud och miljöer och utspelar sig återigen ur soldaters perspektiv i Röda armén, brittiska armén och amerikanska armén under andra världskriget. Spelet släpptes 25 oktober 2005 och fick även det bra mottagande. Spelet släpptes till PC och var även en lanseringstitel till Xbox 360.

#### Call of Duty 3
Call of Duty 3 är den andra uppföljaren och det första spelet i Call of Duty-serien som inte utvecklades av Infinity Ward, utan av Treyarch som även de ägs av Activision. Call of Duty 3 utspelar sig som vanligt i andra världskriget fast med tre nya kampanjer: en kanadensisk, en fransk och en polsk, förutom de vanliga amerikanska och brittiska kampanjerna. Spelet blev mindre populärt än föregångarna eftersom det inte är så stor skillnad mot Call of Duty 2.

#### Call of Duty: World at War
Call of Duty: World at War är det femte spelet i Call of Duty-serien och återvänder ännu en gång till andra världskriget. Spelet utvecklades av Treyarch och släpptes i början av november 2008. Några månader innan spelet släpptes hade spelet döpts till Call of Duty 5, men Treyarch bytte namn till World at War eftersom spelet utspelar sig under andra världskriget i Stilla havet och östfronten. Återigen spelar man som en amerikan och en ryss, i de mörka sidorna av kriget. Call of Duty: World at War fick stor kritik för att ha gått tillbaka till andra världskriget trots att föregångaren Call of Duty 4: Modern Warfare som fick väldigt bra kritik utspelar sig i modern tid. World at War hyllades dock för det inkluderade spelläge Zombie Mode, där spelaren ska kämpa mot ett obegränsat antal vågor av zombier och samtidigt samla så mycket poäng som möjligt, ett läge som har återvänt i alla Call of Duty-spel av Treyarch sedan dess.

#### Call of Duty: WWII
Det är det första spelet som utspelar sig under andra världskriget sedan Call of Duty: World at War från 2008.

#### Call of Duty: Vanguard
Spelet utspelas under 4 olika fronter där spelaren styr 4 olika soldater.

### Kalla kriget

#### Call of Duty: Black Ops
Call of Duty: Black Ops är det sjunde Call of Duty-spelet. Det utvecklades av Treyarch och släpptes 9 november 2010. Det är det första spelet som utspelar sig i kalla kriget. Spelet handlar om karaktären Alex Mason, som förhörs i ett mystiskt rum för att få fram svar på vad han gjorde under sina uppdrag de senaste åren. Handlingen är dock en helt fiktiv historia. Det är det första spelet i serien som har filmsekvenser där man kan se karaktärens ansikte och höra karaktären prata under striderna. Dessutom kan man spela split-screen online. Black Ops sålde 5,6 miljoner kopior de första 24 timmarna, vilket är rekord jämfört med 4,7 miljoner från föregångaren Modern Warfare 2. Enligt recensionerna är Black Ops Treyarchs bästa Call of Duty-spel någonsin. Poängen ligger väldigt nära vad Modern Warfare-spelen fick.

#### Call of Duty: Black Ops II
Call of Duty: Black Ops II är det nionde  Call of Duty-spelet. Det utvecklades av Treyarch och är en uppföljare till Call of Duty: Black Ops. Spelet släpptes 13 november 2012 till Playstation 3, Xbox 360 och PC. En Wii U-version släpptes dessutom som lanseringstitel i samtliga regioner. Spelet tar plats både i slutet av kalla kriget år 1986–1989 och även i framtiden år 2025.

### Modern tid

#### Call of Duty 4: Modern Warfare
Call of Duty 4: Modern Warfare är det fjärde spelet i serien, och utvecklades av Infinity Ward. Det var det första Call of Duty-spelet som inte utspelade sig i andra världskriget, utan i modern tid. Spelet fick väldigt positiva recensioner på grund av dess grafik, ljud och miljö. Call of Duty 4 är även det första spelet i serien som har en riktig handling, vilken utspelar sig "i en nära framtid" (2011 i spelet). Spelet handlar om en rysk ultranationalist som försöker återuppbygga kommunismen i Ryssland med en arabisk medhjälpare samtidigt som några brittiska SAS-trupper försöker stoppa honom. Call of Duty 4: single- och multiplayerlägen sågs som revolutionerande.

#### Call of Duty: Modern Warfare 2
Call of Duty: Modern Warfare 2 är det sjätte spelet i Call of Duty-serien och direkt upp följare till Call of Duty 4: Modern Warfare. Det utvecklades av Infinity Ward. De hade problem med titeln, även om spelet är det sjätte i serien skulle det bli konstigt att lägga fram en sexa i titeln eftersom deras förra spel hade en fyra, så det blev istället Call of Duty: Modern Warfare 2. I spelets meny står det dock bara Modern Warfare 2. Handlingen utspelar sig fem år efter Modern Warfare, 2016. Spelet släpptes 10 november 2009 och blev snabbt en försäljningssuccé. Modern Warfare 2 fick överlag nästan lika bra recensioner som det första Modern Warfare-spelet.

#### Call of Duty: Modern Warfare 3
Call of Duty: Modern Warfare 3 är det åttonde spelet i serien. Det är en direkt uppföljare till Call of Duty: Modern Warfare 2. Spelet blev försenad på grund av en rad små konflikter med Infinity Ward och Activision. Sledgehammer Games hjälpte Infinity Ward att utveckla kampanjen, och Raven Software hjälpte till att utveckla multiplayerläget. Spelet var under utveckling sedan endast två veckor efter det att det föregående spelet hade släppts; Call of Duty: Black Ops. Sledgehammer siktade på ett "buggfritt" spel och satte som mål att få ett genomsnittspoäng på över 95 procent. Spelet utannonseras i juni 2011 och släpptes 8 november samma år. Spelet slog försäljningsrekord, precis som de två spelen innan gjorde.

## Övriga spel

### Call of Duty: Ghosts
Call of Duty: Ghosts är det tionde spelet i serien, utvecklad av Infinity Ward med hjälp från Raven Software för multiplayerläget och Neversoft för spelläget Extinction. En Wii U-version utvecklades av Treyarch. Spelet är det första i serien som gjorts till Playstation 4 och Xbox One.

### Call of Duty: Advanced Warfare
Call of Duty: Advanced Warfare är 2014 års Call of Duty-titel och den utvecklas av Sledgehammer Games, vars förra uppdrag var Call of Duty: Modern Warfare 3.
Call of Duty: Advanced Warfare handlar om vapen och krig i en nära framtid, med privata arméer.
Call of Duty: Advanced Warfare släpptes till Windows, Playstation 4, Xbox One, Playstation 3 och Xbox 360.

### Call of Duty: Black Ops III och Call of Duty: Black Ops 4
Call of Duty: Black Ops III släpptes 2015 och utvecklades av Treyarch. Trots att Black Ops III är en direkt uppföljare till Black Ops II så hade kampanjen inte en direkt koppling till de föregående spelen i Black Ops-serien. Spelet introducerade ett nytt rörelsesystem där man bland annat kan springa på väggar. Det följdes av Call of Duty: Black Ops 4.

### Call of Duty: Infinite Warfare
Call of Duty: Infinite Warfare innehöll vidare Call of duty: Modern Warfare Remastered och baseras på samma innehåll som "Call of duty Modern Warfare" (2011) men med en uppdaterad fysikmotor.

## Mottagande

### Utmärkelser
Det första spelet i serien, Call of Duty, vann över åttio Game of the Year-priser när det släpptes 2003.

### Försäljning
2005 var Call of Duty 2 det mest sålda spelet till Xbox 360 och blev även det första spelet till konsolen att sälja en miljon exemplar. 2009 slog Call of Duty: Modern Warfare 2 rekordet för högsta bruttobelopp för samtliga mediavaror under den första dagen på marknaden genom att dra in över 310 miljoner dollar bara i USA, Storbritannien och Australien, och slog därmed Grand Theft Auto IV:s tidigare rekord. 8 november 2011 släpptes Call of Duty: Modern Warfare 3, som återigen slog rekordet som den största nöjeslanseringen någonsin, med över 6,5 miljoner sålda kopior i USA och Storbritannien för över 400 miljoner dollar inom endast 24 timmar.

## Specialversioner
- Call of Duty: United Offensive, till OS X, Windows (2004)
- Call of Duty: Finest Hour, till Nintendo Gamecube, Playstation 2, Xbox (2003)
- Call of Duty 2: Big Red One, till Nintendo Gamecube, Playstation 2, Xbox (2005)
- Call of Duty: Road to Victory, till Playstation Portable (2007)
- Call of Duty 4: Modern Warfare (Nintendo DS) (2007)
- Call of Duty: World at War: Final Fronts, till PlayStation 2 (2008)
- Call of Duty: World at War (Nintendo DS) (2008)
- Call of Duty: World at War: Zombies, till IOS (2009)
- Call of Duty: Modern Warfare: Mobilized, till Nintendo DS (2009)
- Call of Duty: Black Ops (Nintendo DS) (2010)
- Call of Duty: Modern Warfare 3: Defiance, till Nintendo DS (2011)
- Call of Duty: Black Ops: Zombies, till IOS (2011)
- Call of Duty: Black Ops: Declassified, till Playstation Vita (2012)
- Call of Duty: Strike Team (2013)